# 社会民衆党
社会民衆党（しゃかいみんしゅうとう、旧字体：社󠄁會民衆󠄁黨）は、1926年（大正15年）12月5日に結成された日本の無産政党。

## 党史
1926年（大正15年）12月5日、共産派に対する門戸開放の是非をめぐって労働農民党（1926年3月結成）を脱退した松岡駒吉や西尾末広ら右派の立場をとる総同盟幹部と、安部磯雄・堀江帰一・吉野作造らが合流して結成。中央執行委員会議長にはユニテリアン教会の伝道団体・統一基督教弘道会会長の安部磯雄を選出したが。その背景にはこの頃から顕著になりつつあったユニテリアン協会・惟一館（ユニテリアン）の社会運動進出があった。書記長は片山哲が務めた。
社会民衆党は、当時まだ非合法だった労働組合の合法化を求め、組合同盟系の日本労農党や評議会系の労働農民党などと歩調を合わせた活動を行った。
初めての男子普通選挙となった1928年（昭和3年）の総選挙では委員長・安部（東京2区）、西尾（大阪3区）、鈴木文治（大阪4区）、亀井貫一郎（福岡2区）が当選した。
1931年（昭和6年）に満州事変が起こると、これを支持する赤松克麿や嶋中雄三などの国民社会主義に傾く勢力と、反資本主義・反共主義・反ファッショ主義のいわゆる三反主義を堅持しようとする片山・鈴木・松岡などの勢力に党内が二分され、これが翌年4月の党中央委員会で少数派となった赤松派が全員離党するという事件に繋がる。
1931年7月には、新労農党と全国大衆党の新党結成に向けた動きに呼応した社会民衆党の合同賛成派（三党合同実現同盟）が合流して全国労農大衆党を結成したが、さらに1932年7月にその全国労農大衆党と社会民衆党が合同して社会大衆党を結成した（安部磯雄委員長・麻生久書記長）。
この党に結集した人々は「旧社民系」と呼ばれたが、彼らが戦後の日本社会党の右派（右派社会党）や、後にその右派を中心とする議員が社会党を大挙離党して結成した民社党の源流にあたる。

## 獲得議席
| 選挙名                 | 実施年 | 立候補者数 | 議席数 / 改選数 | 増減     | 得票数  |
| ---------------------- | ------ | ---------- | --------------- | -------- | ------- |
| 第16回衆議院議員総選挙 | 1928   | 17         | 4 / 446         | 増減なし | 120,044 |
| 第17回衆議院議員総選挙 | 1930   | 33         | 2 / 446         | 2        | 170,974 |
| 第18回衆議院議員総選挙 | 1932   | –          | 3 / 446         | 1        | –       |
| 出典：                 |        |            |                 |          |         |

## 党員
| 年次           | 党員数   |
| -------------- | -------- |
| 1926年末       | 1,800人  |
| 1927年末       | 16,943人 |
| 1928年3月末    | 28,928人 |
| 1928年末       | 32,000人 |
| 1929年5月末    | 42,500人 |
| 1929年11月上旬 | 48,952人 |
| 出典：         |          |